# Медаль Амет-Хана Султана (Дагестан)
Меда́ль Аме́т-Ха́на Султа́на (полное название — Медаль имени Амет-Хана Султана «За вклад в патриотическое воспитание молодежи» ) — государственная награда Республики Дагестан учреждённая Законом Республики Дагестан от 8 февраля 2016 года № 7 «О внесении изменений в отдельные законодательные акты Республики Дагестан», а именно в Закон Республики Дагестан от 2 октября 1995 года № 6 «О государственных наградах Республики Дагестан».
Приурочена к празднованию 95-летия со дня рождения Амет-Хана Султана — лётчика-испытателя и аса Великой Отечественной войны, сына двух народов: дагестанского и крымскотатарского.
Как вспоминал дагестанский поэт Расул Гамзатов: «Был у меня знаменитый друг, дважды Герой Советского Союза Амет-Хан Султан. Отец у него дагестанец, а мать — татарка. Дагестанцы считают его своим героем, а татары — своим. „Чей же ты?“ — спросил я его однажды. Я герой не татарский и не лакский, — ответил Аметхан. — Я — Герой Советского Союза».

## Статутмедали
Медалью имени Амет-Хана Султана «За вклад в патриотическое воспитание молодежи» награждаются граждане и организации за значительный вклад в патриотическое воспитание молодежи.
Описание медали имени Амет-Хана Султана «За вклад в патриотическое воспитание молодежи» утверждается Главой Республики Дагестан.
Лица, награжденные медалью имени Амет-Хана Султана «За вклад в патриотическое воспитание молодежи», носят её на левой стороне груди. При наличии у награжденных орденов и медалей Российской Федерации, СССР, орденов и медалей Республики Дагестан, медаль имени Амет-Хана Султана «За вклад в патриотическое воспитание молодежи» располагается после медали «За заслуги в области физической культуры и спорта в Республике Дагестан».
Лицам, награжденным медалью имени Амет-Хана Султана «За вклад в патриотическое воспитание молодежи», в торжественной обстановке, Главой Республики Дагестан или другим лицом по его поручению, вручается медаль и удостоверение к медали с подписью и печатью Главы Республики.

## Описание медали

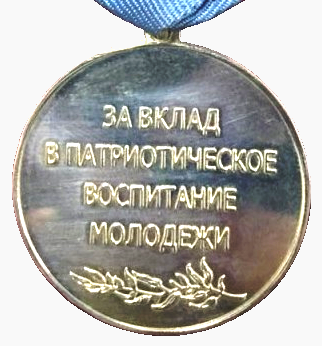
Реверс (оборотная сторона) медали

Медаль имени Амет-Хана Султана «За вклад в патриотическое воспитание молодежи» имеет форму круга диаметром 32 мм. с выпуклым бортиком с обеих сторон.
На аверсе медали рельефное погрудное изображение Амет-Хана Султана. В верхней части медали слева по окружности располагается надпись — «Амет-Хан-Султан».
На оборотной стороне медали надпись в четыре строки — «За вклад в патриотическое воспитание молодежи». Под надписью оливковая ветвь.
Медаль при помощи ушка и кольца соединяется с пятиугольной колодкой, обтянутой голубой муаровой лентой из искусственного шёлка, шириной 24 мм. По центру ленты расположены полосы (шириной по 3 мм.) зелёного, синего и красного цвета — цветов государственного флага Республики Дагестан.
С тыльной стороны колодка снабжена булавкой с фиксатором.